# خانواده پامفیلی
خانواده پامفیلی (به انگلیسی: Pamphili family) خانواده سرشناس ایتالیایی است، که پیشینه آنها به قرن شانزدهم بازمی‌گردد، که در شهر گوبیو به شهرت رسیدند. این خانواده در ابتدای قرن هفدهم به شهر رم نقل مکان نمودند و در سال ۱۶۴۴ جیووانی باتیستا پامفیلی از این خانواده تحت نام اینوسنت دهم به‌عنوان پاپ انتخاب شد و تا سال ۱۶۵۵ نیز در این جایگاه فعالیت نمود. خانواده پامفیلی بعدها با خانواده دوریا و خانداده لندی ادغام شد و خانواده دوریا-پامفیلی-لندی را تشکیل داد.